# Adamo Nagalo
Adamo Nagalo (født 22. september 2002) er en burkinsk-ivoriansk professionel fodboldspiller, som spiller for Eredivisie-klubben PSV og Burkina Fasos landshold.

## Klubkarriere

### Nordsjælland
Nagalo kom igennem Right to Dream akademiet, før han i sommeren af 2020 skiftede til FC Nordsjælland. Han gjorde sin professionelle debut med FCN i marts 2021, og han blev i juli 2021 officielt rykket op på førsteholdet.

### PSV
Nagalo skiftede i september 2024 til PSV.

## Landsholdskarriere
Nagalo valgte at spille for sin fars hjemland, og debuterede i november 2022 for Burkina Fasos landshold.

## Privat
Nagalo er født i Elfenbenskysten til en ivoriansk mor og en burkinsk far.